# Нежинский конноегерский полк
Нежинский конноегерский полк — формирование конных егерей Русской императорской армии.

## Места дислокации
1820 — Нижнедевицк Воронежской губернии. Полк входил в состав 1-й конноегерской дивизии.

## История
В период изгнания Наполеона из России в Русской армии была проведена реорганизация. Большое число драгунских полков (а их было 36 единиц) не оправдывало себя в изменившийся войне. Использование драгун в пешем строю было более характерно для войн XVIII века. В ходе Отечественной войны 1812 года получили распространение рейдовые операции, дозорно-разведывательные действия. При этом сказывалась нехватка лёгкой кавалерии. Гусарских и уланских полков было недостаточно и они предназначались для выполнения слишком специфических задач.
Требовался оптимальный род кавалерии, способный эффективно действовать как в полевых баталиях, так и уличных боях, в разных природных и погодных условиях, в дневное и ночное время суток. Это и были конные егеря.
В Российской империи конноегерские полки существовали в 1789—1796 годах и были упразднены императором Павлом I. У Наполеона был подобный род кавалерии, которую он высоко ценил.
17 декабря 1812 года ряд драгунских полков был переведён в другие виды кавалерии: два — в кирасирские полки, один — в гусарский, 8 — в уланские, 8 — в конноегерские.
В новый вид кавалерии — конных егерей был переведен и Нежинский драгунский полк. Этот полк был сформирован в августе 1806 года. Полк начал свой боевой путь с русско-шведской войны (1808—1809). В Отечественную войну полк в составе 1-го кавалерийского корпуса генерал-лейтенанта Ф. П. Уварова доблестно сражался при Островно и под Витебском. В Бородинском бою участвовал в знаменитом кавалерийском рейде Уварова на левый фланг неприятеля. В память об этом подвиге в 1912 году севернее села Бородино был установлен памятник в виде каменного креста. На лицевой стороне постамента имеется надпись: «Верность и слава нежинцев, как кровь павших в бою, отданы Царю и Отечеству».
Впоследствии за отличия в боях Нежинский драгунский полевой полк 17 декабря 1812 года был реорганизован (и переименован) в Нежинский конноегерский полк, вошедший в состав 1-й конноегерской дивизии. Нежинский конноегерский полк принял участие в Заграничном походе русской армии 1813—1814, где отличился в осаде Шпандау, в боях при Краоне и Лаферте-су-Жуаре. В русско-турецкой войне (1828—1829) полк участвовал в Буланлыкском бою и обложении Шумлы.
20 декабря 1828 года Нежинскому конноегерскому полку на гербы головных уборов и пуговицы был присвоен № 3.
6 апреля 1830 года полку пожалованы знаки на кивера с надписью «За отличие».
21 марта 1833 года Нежинский конноегерский полк был расформирован. Эскадроны были распределены по другим кавалерийским полкам, обращены на усиление полков уланских, драгунских и гусарских.

## Обмундирование и вооружение
Конноегерские полки получили тёмно-зелёный двубортный мундир и такого же цвета рейтузы с двойными лампасами. Выпушка на лампасах и на тёмно-зелёном воротнике, а также погоны, отвороты фалд и остроконечные уланского типа обшлага были приборного цвета (в Нежинском конноегерском полку бирюзовые). Кивер у конных егерей был гусарского типа, но со светло-зелеными этишкетом и репейком. Приборный металл во всех полках белый. Чепраки остались драгунские.
Вооружены были саблями гусарского образца, двумя пистолетами в седельных кобурах и короткими ружьями без штыков.
Удобная одежда и легкое вооружение (сабли вместо палашей, укороченное ружье), а также характерная для легкой кавалерии конструкция седла (меньшей высотой задней части) и стремени, которое крепилось значительно выше — все это позволяло свободно маневрировать в бою и вести прицельный огонь.
При пополнении личного состава вновь созданных конноегерских полков (драгунские полки к моменту реорганизации были неполными ввиду боевых потерь в войне с Наполеоном) набирали людей среднего роста и соответствующего веса, с хорошей физической подготовкой. Зрение также играло немаловажную роль при отборе. Особое внимание уделялось прицельной стрельбе с разных положений: верхом на коне (в движении), в пешем строю, с колена, из укрытий и так далее.

## Командиры полка
- 1820 г. — подполковник Гордеев 2-й